# 社会民主党 (デンマーク)
社会民主党（しゃかいみんしゅとう、デンマーク語: Socialdemokratiet, Socialdemokratiet i Danmark）は、デンマークの政党。自党のイデオロギーを民主社会主義とする中道左派政党である。100年以上の伝統を持つ。進歩同盟に加盟している。

## 概要
1871年の創設。1924年総選挙において、36.6パーセントの得票を得て、デンマーク最大の政党となった。この時初めて、政権を獲得し、トーヴァル・スタウニングが首相に就任した。
これ以後、数年の期間を除いて、1982年まで国政を担いつづけ、デンマーク社会の発展に貢献してきた。最近では、1993年1月から2001年11月までポウル・ニューロプ・ラスムスン首相のもと政権の座にあった。2001年の総選挙で、議会第一党の座をアナス・フォー・ラスムセン率いるデンマーク自由党に奪われて以降、2005年、2007年の総選挙と連敗。
ヘレ・トーニング＝シュミット党首の下に挑んだ2011年の総選挙では第一党こそならなかったものの、野党の中道左派連合が与党の中道右派連合の議席数を僅差で上回った。これにより10年ぶりに政権へ復帰すると共に、トーニング＝シュミットがデンマーク政治史上初の女性首相に就任した。
2015年の総選挙で第一党になったものの敗北、トーニング＝シュミットは党首を辞任し首相を辞職した。後任の党首にはメッテ・フレデリクセンが選ばれた。
2019年の総選挙では1議席増やしたほか、ラディケーリ、社会主義人民党、赤緑連合といった左派政党やグリーンランド・フェロー諸島選出議員を合わせて93議席の確保に成功。政権を奪還し、フレデリクセンがデンマーク史上最年少の41歳で首相に就任した。

## 政策
社会民主主義を掲げる政党だが、雇用・労働政策においてフレキシキュリティの導入に尽力するなど、柔軟な面も併せ持つ。